# Renfe Cercanías AM
Renfe Cercanías AM, anteriormente conocida como Renfe Feve, y anteriormente como FEVE, es una división comercial de Renfe Viajeros, empresa del Grupo Renfe, que ofrece distintos servicios de transporte de pasajeros, tanto regionales como de cercanías, en las comunidades autónomas de Galicia, Asturias, Cantabria, País Vasco, Castilla y León y Cartagena, en la Región de Murcia, operando en exclusiva sobre la red ferroviaria de ancho métrico propiedad de Adif. Dicha característica constituye su hecho diferencial frente a las divisiones Renfe Media Distancia y Renfe Cercanías de la misma compañía matriz, las cuales operan la totalidad de sus servicios por trazados de ancho ibérico y ancho estándar, solo a excepción de la veterana línea C-9 del núcleo de cercanías de Renfe en Madrid, la cual también es de ancho métrico.
La división es heredera de los servicios de pasajeros ofrecidos previamente por la entidad pública empresarial Ferrocarriles Españoles de Vía Estrecha (FEVE), operadora propiedad del Estado fundada en 1965, que se encargaba de ellos junto con el transporte de mercancías, así como de la gestión de las estaciones y las infraestructuras de los mismos, al igual que hizo la Red Nacional de los Ferrocarriles Españoles (RENFE) con la red de ancho ibérico y ancho estándar hasta 2005. FEVE desapareció como organismo diferenciado el 31 de diciembre de 2012, a causa del plan del Gobierno para la unificación de los operadores estatales de vía ancha y estrecha.

## Historia
La actual división comercial de Renfe hunde sus raíces en los extintos Ferrocarriles Españoles de Vía Estrecha (FEVE), ente creado para hacerse cargo del gran número de líneas de vía estrecha que, a principios de los años 1960, fueron a parar a manos del estado. Al igual que RENFE había sido creada para hacerse cargo de todas las líneas de ancho ibérico, durante casi cincuenta años FEVE hizo lo propio con las líneas de vía estrecha que pasaron a ser gestionadas integralmente por el Estado, en calidad de monopolio. 
Con el objetivo de simplificar y versatilizar estructuras organizacionales públicas, y como avance en la progresiva liberalización del transporte ferroviario en España, el 20 de julio de 2012 se aprobó el Real Decreto-Ley 22/2012, por el cual se dictó que FEVE quedaría extinguida el día 31 de diciembre de 2012. Como reemplazo, se subrogaron a Adif las operaciones de FEVE sobre el control y mantenimiento de las infraestructuras que le habían pertenecido, mientras que Renfe se ocuparía de las de mantenimiento y explotación del material rodante heredado y de los consiguientes servicios de transporte. Con el fin de prestar servicios regulares de pasajeros se crearía la nueva unidad operativa en cuestión, al tiempo que Renfe Mercancías heredó la actividad relativa al transporte de bienes. De esta forma, concluido el proceso, quedaron unificadas tanto la titularidad de las redes de vía estándar, ancha y estrecha adscritas/pertenecientes a la Administración General del Estado (por medio de Adif y Adif-Alta Velocidad), como la participación de la misma Administración en la prestación de servicios de transporte, de bienes y personas, a través del ferrocarril, indistintamente del ancho de vía (siempre por medio de Renfe). 

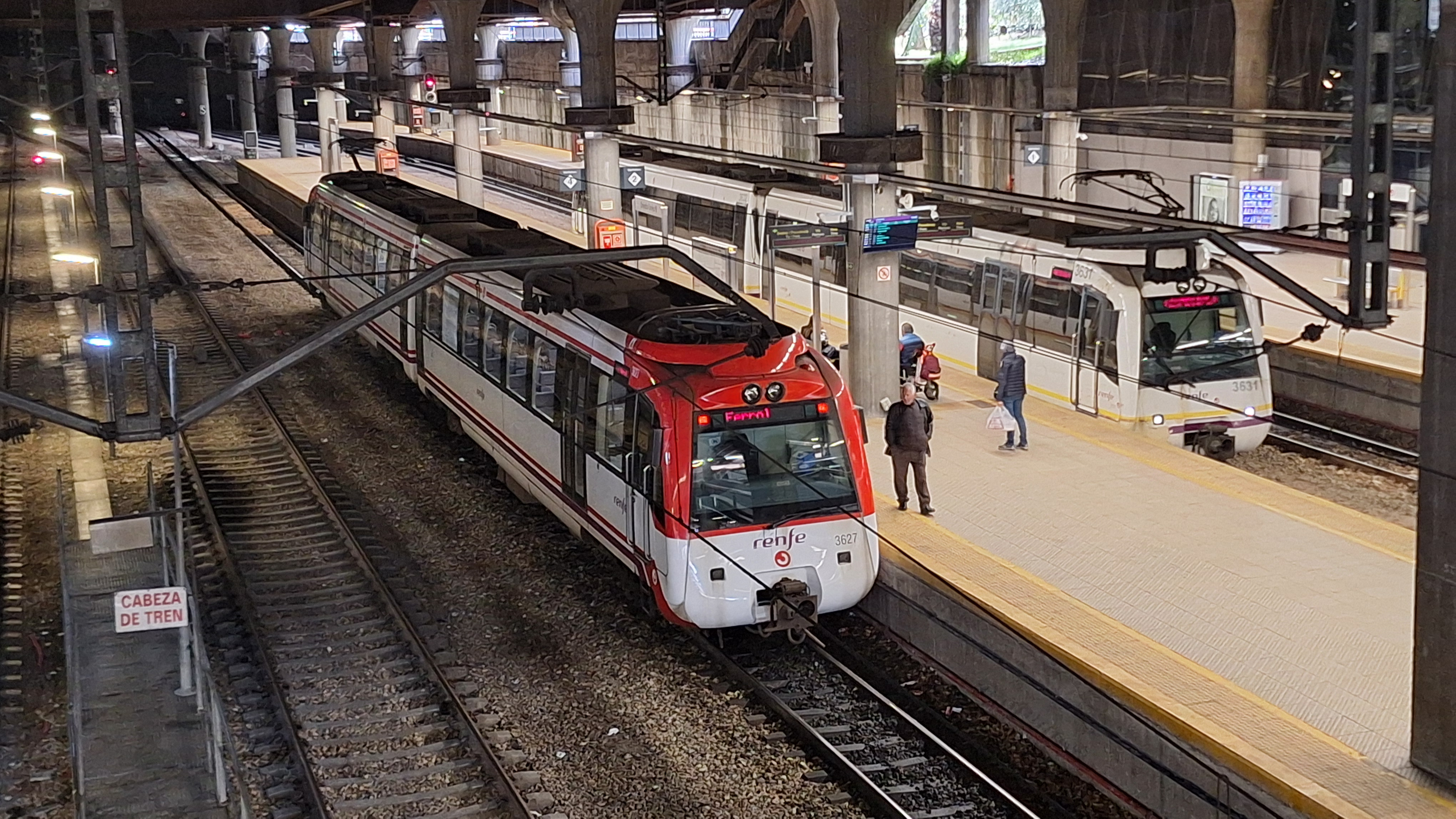
Dos trenes de la S-3600 en Oviedo en 2025. El de la izquierda está vinilado con los colores de Cercanías y el de la derecha sigue con los colores de Renfe Feve

Hasta 2021, Renfe utilizó el nombre «Feve» junto con su marca principal para identificar su servicio de transporte de pasajeros en vías de ancho métrico. A esta combinación se le llamó «Renfe Feve». Lo hizo de forma transitoria para aprovechar la familiaridad del público con la marca «Feve» en los lugares donde ya estaba establecida. A partir de dicho año, y como parte de la integración progresiva de estos servicios en Renfe Cercanías que el operador estaba realizando, se cambió la denominación comercial del servicio por «Renfe Cercanías AM», acompañada del característico símbolo rojo, con la letra C rotada, que ya se venía utilizando para la principal unidad operativa de servicios de corta distancia.
En 2019 Renfe licitó los primeros trenes comprados por la compañía para la antigua FEVE. Fueron adjudicados en 2020 y su diseño se suspendió en 2021 puesto que se detectó que, de haberse fabricado, no entrarían por los túneles de la red. Tras destaparse el fiasco en 2023, en 2024 comenzó la construcción de las unidades, con previsión de entregarse sobre 2026.

## Servicios

### Servicios de cercanías

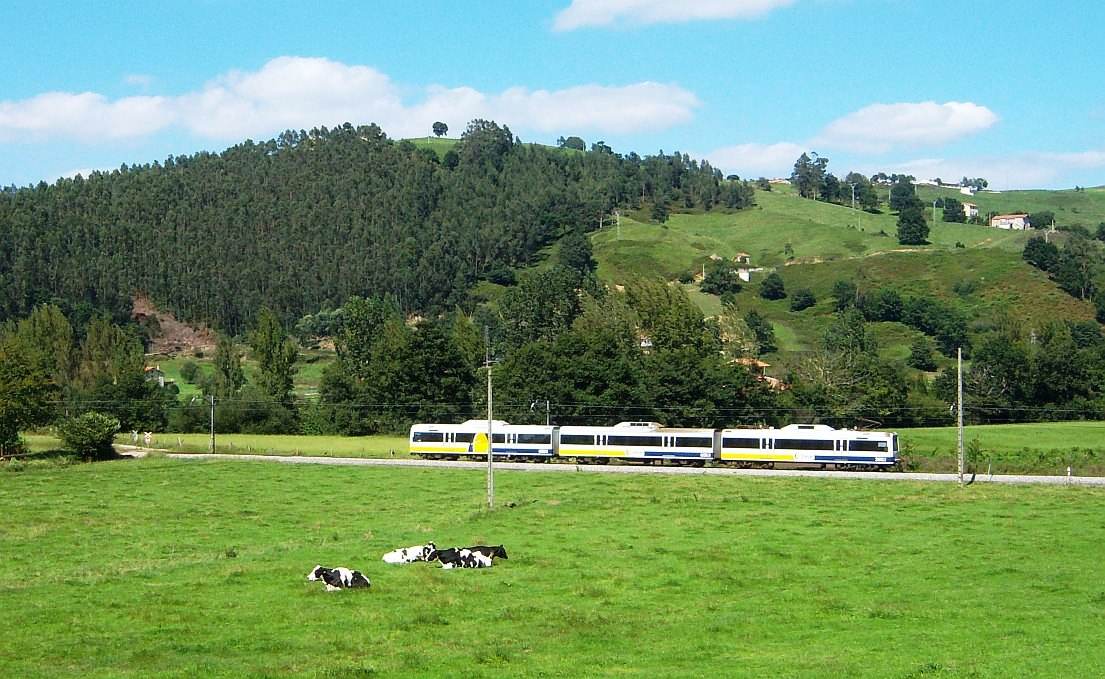
Ferrocarril Santander-Liérganes.

La mayoría del tráfico de Renfe Cercanías AM se concentra en el sector de las cercanías, siendo el núcleo con mayor número de usuarios el de Asturias, mientras que las líneas con más tráfico son las correspondientes a Cantabria, con cerca de 2 millones de usuarios cada una.

#### Galicia
Es el único servicio de Cercanías que se opera en Galicia. Se incluye dentro del trazado del Ferrocarril de Ferrol a Gijón.
- Ferrol - Ortigueira

#### León
- León - Cistierna - Guardo Apeadero

#### Región de Murcia
- Cartagena -  Los Nietos

### Servicios Regionales
Tras la entrada en vigor del ASFA digital, los servicios regionales aumentaron su duración:
- Ferrol - Oviedo (2 servicios diarios por sentido, duración trayecto: 7 horas)
  - Servicios adicionales en Galicia como  Ferrol - Ribadeo (4 servicios diarios por sentido, duración trayecto: 3 horas)
  - Servicios adicionales en Asturias como  Oviedo - Navia (2 servicios diarios por sentido, duración trayecto: 3 horas)

- Oviedo - Santander (2 servicios diarios por sentido, duración trayecto: 5 horas)
  - Servicios adicionales en Asturias como  Oviedo - Llanes (4 servicios diarios por sentido, duración trayecto: 2 horas y 45 min)
  - Servicios adicionales en Cantabria como  Santander - Cabezón de la Sal (línea de Cercanías Cantabria )

- Santander - Bilbao-La Concordia (3 servicios diarios por sentido, duración trayecto: 3 horas)
  - Servicios adicionales en Cantabria como  Santander - Marrón (4 servicios diarios por sentido, duración trayecto: 1 hora y 15 min)
  - Servicios adicionales en País Vasco como  Bilbao-Concordia - Carranza (línea de Cercanías Bilbao )

- León - Bilbao-Concordia (1 servicio diario por sentido, duración trayecto: 7 horas y media)
  - Servicios adicionales en Castilla y León como  León - Guardo Apeadero (línea de Cercanías León )
  - Servicios adicionales en País Vasco como  Bilbao-Concordia - Balmaseda (línea de Cercanías Bilbao )

### Servicios integrados en Renfe Cercanías
Desde la disolución de FEVE, Renfe buscó integrar las líneas de Ancho Métrico en el resto de la red de Cercanías y Regionales. El 17 de julio de 2023, se integraron las líneas de las comunidades con núcleos existentes en sus respectivos núcleos, dejando así de formar parte del núcleo único de Ancho Métrico.Las líneas integradas, que perdieron la f de su nombre, fueron las siguientes:

#### Asturias[13]
Cercanías AM llevaba un total de seis líneas de cercanías en Asturias, que enlazan con las tres de ancho ibérico. Los servicios son los siguientes. A diferencia del resto de núcleos, ya con FEVE las denominaciones estaban coordinadas, siendo las de Renfe C-1 a C-3 y las de FEVE F-4 a F-9.
- Gijón - Cudillero
- Gijón - Pola de Laviana
- Gijón - El Berrón - Oviedo
- Oviedo - Infiesto
- Oviedo - San Esteban de Pravia
- Baiña - Collanzo

#### Cantabria

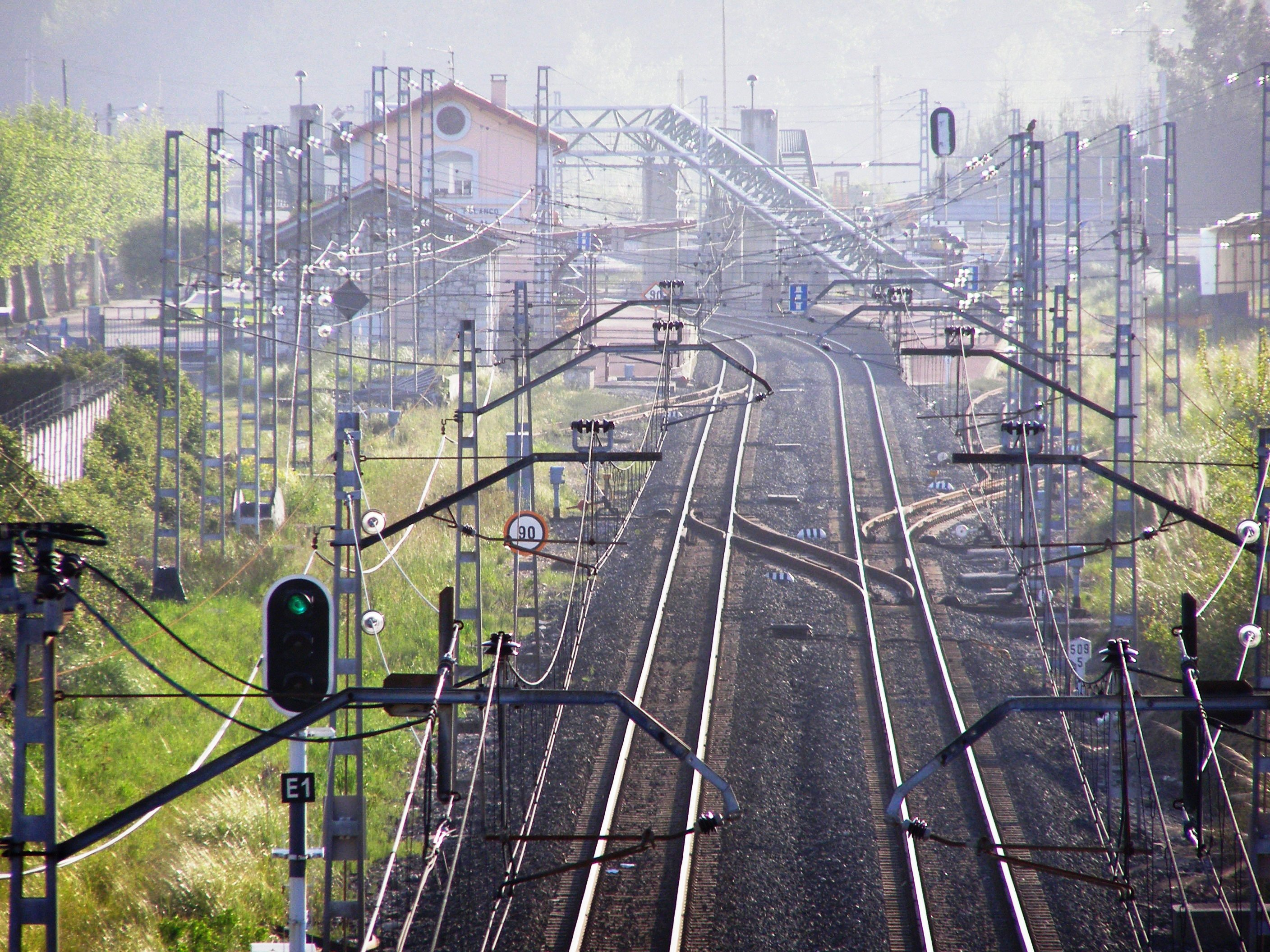
Trazado ferroviario de Adif en ancho métrico a la altura de Requejada (Cantabria).

Cercanías AM contaba con dos líneas en Cantabria, que se sumaban a una tercera de ancho ibérico. Todas ellas tienen como origen la ciudad de Santander. 
- Santander - Cabezón de la Sal
- Santander - Liérganes

#### Vizcaya
En el País Vasco, Cercanías AM estaba presente únicamente en Vizcaya, donde operaba una sola de las líneas de cercanías del territorio, siendo el único servicio regular de este tipo, ofrecido por ferrocarril de vía estrecha, cuya gestión no corre a cargo del operador autonómico Euskotren. En total, en la provincia, se sumaban a ella otras tantas líneas operadas por dicha empresa pública vasca en el mismo régimen de cercanías, así como las tres de ancho ibérico que gestiona Renfe Cercanías.
- Bilbao-Concordia - La Calzada

## Línea mayor
El mapa muestra la línea mayor del sistema, compuesta por los tramos Ferrol-Bilbao y Bilbao-León.

## Material rodante
Se incluye el número de modelo tradicional dado por FEVE y que aparece en los trenes, así como entre paréntesis la denominación interna de Renfe.

### Locomotoras
| Modelo           | Imagen | N° de serie         | Fabricante                                      | Año       | Notas |
| ---------------- | ------ | ------------------- | ----------------------------------------------- | --------- | --- |
| Serie 1500 (315) |        | 1501-1510 1511-1515 | General Electric, Erie Babcock & Wilcox, Sestao | 1964 1974 | Conocidas como GECo. La 1514 vendida a Argentina. Las 1503, 1504, 1508 y 1502 vendidas a Madagascar. Actualmente solo quedan la 1505 y la 1510 (ambas en Aboño) |
| Serie 1600 (316) |        | 1651-1660           | M.T.M., Barcelona                               | 1981      | Bajo licencia Alsthom. |
| Serie 1900 (619) |        | 1901-1917           | FEVE, El Berrón CAF-Sunsundegui, Alsasua        | 2002      | Reconstruidas a partir de las Serie 1000. También llamados duales.                                                                                              |

### Automotores
| Modelo           | Imagen | N° de serie | Fabricante      | Año  | Notas |  |
| ---------------- | ------ | ----------- | --------------- | ---- | --- |  |
| Serie 2400 (524) |        | 2401-2479   | MTM,            | 1983 | Adquiridos por FEVE para otras líneas. La mayoría vendidos al Instituto Costarricense de Ferrocarriles (Costa Rica).También llamados Apolos. |  |
| Serie 2600 (526) |        | 2601-2624   | CAF-Sunsundegui | 1994 | Fabricados a partir de la reconstrucción de unidades de la serie 2300. También llamados MAN por el motor.                                    |  |
| Serie 2700 (527) |        | 2701-       | CAF-Sunsundegui | 2009 | Modelo de nueva construcción. 23 unidades encargadas, comenzó su incorporación en agosto de 2009.También llamados Ikeas.                     |  |
| Serie 2900 (529) |        | 2901-       | CAF-Sunsundegui | 2009 | Modelo de nueva construcción. Derivado del 2700. También llamados Ikeas.                                                                     |  |

### Unidades eléctricas
| Modelo           | Imagen | N° de serie         | Fabricante              | Año  | Notas |
| ---------------- | ------ | ------------------- | ----------------------- | ---- | --- |
| Serie 3300 (433) |        | 3301-3323           | CAF-Sunsundegui         | 2009 | Formaron parte de la serie 3500, reformadas con motores trifásicos.                                              |
| Serie 3500 (435) |        | 3516-3537           | CAF-Sunsundegui         | 1977 | |
| Serie 3600 (436) |        | 3601-3624 3625-3642 | CAF-Sunsundegui-Siemens | 2000 | Fabricados a partir de la reconstrucción de unidades de la serie 2600.                                           |
| Serie 3800 (438) |        | 3801-3816           | CAF-Sunsundegui         | 1992 | |
| Serie 412        |        |                     | CAF                     | 2026 | La serie no tiene numeración FEVE al ser los primeros trenes que Renfe ordena para rejuvenecer la flota de FEVE. |
| Serie 413        |        |                     | CAF                     | 2026 | La serie no tiene numeración FEVE al ser los primeros trenes que Renfe ordena para rejuvenecer la flota de FEVE. |

### Unidades híbridas
| Modelo    | Imagen | N° de serie | Fabricante | Año  | Notas |
| --------- | ------ | ----------- | ---------- | ---- | --- |
| Serie 714 |        |             | CAF        | 2026 | La serie no tiene numeración FEVE al ser los primeros trenes que Renfe ordena para rejuvenecer la flota de FEVE. |